# Hunttijärvi
Hunttijärvi är en sjö i Finland. Den ligger i kommunen Mäntsälä i landskapet Nyland, i den södra delen av landet, 70 km norr om huvudstaden Helsingfors. Hunttijärvi ligger 72,4 meter över havet. Den ligger vid sjön Sahajärvi. I omgivningarna runt Hunttijärvi växer i huvudsak blandskog. Den är 13,28 meter djup. Arean är 1,5 kvadratkilometer och strandlinjen är 8,79 kilometer lång. Sjön  ingår i Svartsåns huvudavrinningsområde. 